# Jagdgeschwader 232
Jagdgeschwader 232 (dobesedno slovensko: Lovski polk 232 ; kratica JG 232) je bil lovski letalski polk (Geschwader) v sestavi nemške Luftwaffe.

## Organizacija
- štab
- I. skupina[1]